# حشيشة الزجاج الضعيفة
حشيشة الزجاج الضعيفة (بالإنجليزية Parietaria debilis) وله عدة أسماء أخرى أيضا مثل Pellitory  أو Native Pellitory هو أحد أنواع النباتات من جنس حشيشة الزجاج وموطنه الاصلي أستراليا ونيوزلندا.

## صفاتها
- تنمو العشبة سنويا ويكون طولها ما بين 7-40 سم.[1]
- زهورها غالبا باللون الأبيض والأخضر.[1]

## تصنيفها
تم نشر هذا النوع في عام 1786 من قبل عالم الطبيعة والأجناس الألماني جورج فورستر، استنادا إلى نوع العينة التي تم جمعا في نيوزلندا.